# Ciudadela Sucre
Ciudadela Sucre es un barrio ubicado en el municipio de Soacha, en el departamento de Cundinamarca, Colombia. Se encuentra al sureste de la zona urbana del municipio y limita al norte con la Comuna 4 Cazucá.

## Geografía
Ciudadela Sucre está situada en las estribaciones montañosas del sur de Bogotá y Soacha. Esta área, que en su mayor parte es rural, forma parte de la Comuna 4 de Soacha. El barrio se considera un apéndice urbano debido al crecimiento continuo de la capital colombiana. El cuerpo de agua más destacado en la zona es la Laguna Terreros, una represa artificial construida en la década de 1930. Sin embargo, la laguna enfrenta actualmente graves problemas de contaminación, cuyas aguas fluyen hacia el norte a través del canal de Tibaníca, desembocando en el río Bogotá.

### Sectores
Ciudadela Sucre está compuesta por varios sectores, entre los que destacan San Rafael, Los Pinos, Villa Nueva, Las Margaritas, Buenos Aires, Bellavista y Rincón del Lago.

## Economía
La actividad económica del barrio se basa principalmente en el comercio de tiendas y pequeños supermercados. La extracción de material de las canteras cercanas ha impactado negativamente el medio ambiente, contribuyendo a la degradación del suelo en la región.

## Historia
El origen de Ciudadela Sucre se remonta al último cuarto del siglo XX, cuando la urbanización informal se extendió en varias áreas de Bogotá y Soacha. La zona formaba parte de las antiguas haciendas Terreros, Tibaníca y Calderón, que datan de la época colonial. En 1983, los terrenos fueron adquiridos por el empresario Rafael Forero Fetecua, quien no proporcionó los servicios públicos básicos a los primeros residentes. La población inicial estaba compuesta en gran medida por personas desplazadas debido al conflicto armado interno de Colombia, lo que incrementó los índices de delincuencia y otros problemas sociales.
En 2008, Ciudadela Sucre fue uno de los escenarios de las ejecuciones extrajudiciales llevadas a cabo por miembros del Ejército Nacional de Colombia, comúnmente conocidas como Falsos positivos. En estos hechos, 19 jóvenes de Soacha y Ciudad Bolívar fueron asesinados y posteriormente presentados falsamente como guerrilleros abatidos en combate.

## Acceso y vías
El barrio depende del transporte público urbano de Soacha para su movilidad interna. Para su conexión con Bogotá, los residentes utilizan la Avenida Terreros, que forma parte del Corredor de Transporte.
Las principales vías del barrio son la Carrera 39 Este, la Transversal 41 Este, la Calle 32, la Diagonal 50 Este, la Carrera 53 y la vía interveredal Panamá-Mochuelo, que conecta con la localidad de Ciudad Bolívar.